# 2-mal-12-Stunden-Zählung
| 24-Stunden-Zählung                                                                                                 | 2-mal-12-Stunden-Zählung    |
| 00:00 | 12:00 a. m. / Mitternacht   |
| 00:01 | 12:01 a. m. (ante meridiem) |
| 01:00 | 01:00 a. m.                 |
| 02:00 | 02:00 a. m.                 |
| … | …                           |
| 10:00 | 10:00 a. m.                 |
| 11:00 | 11:00 a. m.                 |
| 11:59 | 11:59 a. m. (ante meridiem) |
| 12:00 | 12:00 p. m. / Mittag        |
| 12:01 | 12:01 p. m. (post meridiem) |
| 13:00 | 01:00 p. m.                 |
| 14:00 | 02:00 p. m.                 |
| … | …                           |
| 22:00 | 10:00 p. m.                 |
| 23:00 | 11:00 p. m.                 |
| 23:59 | 11:59 p. m. (post meridiem) |
| * Da 12 a. m. und 12 p. m. mehrdeutig sind, wird im Englischen häufig midnight respektive noon bevorzugt. * selten |                             |

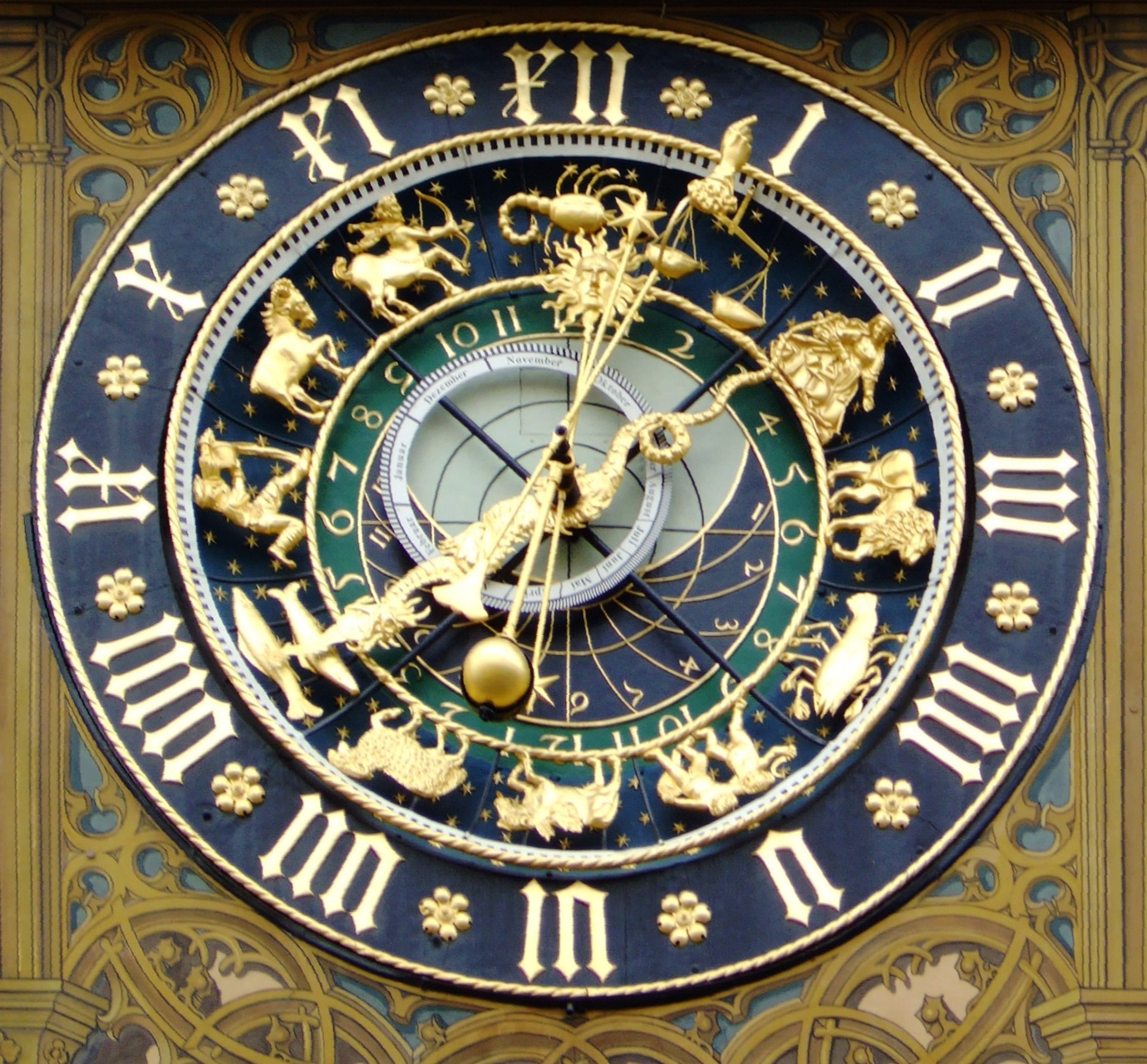
Astronomische Uhr in Ulm
Kleine Uhr: außen mit langem Zeiger mit Hand
Große Uhr: innen mit kurzem Zeiger und Sonne (anstatt von 1 bis 24 ist zweimal von 1 bis 12 beziffert)

Die 2-mal-12-Stunden-Zählung ist die zweimalige Stundenzählung des in 24 gleich lange äquinoktiale Stunden eingeteilten Volltages, also des lichten Tages und der Nacht gemeinsam, mit Hilfe der Kleinen Uhr.

## Die historische 12-Stunden-Zählung
Bis zur Erfindung der mechanischen Uhr und ihrer Verbreitung in der Neuzeit wurden Tag und Nacht nur von den Astronomen als zusammengehöriger Zeitabschnitt betrachtet. Dies geschah in der griechischen Astronomie spätestens seit Hipparch, wurde vom Hellenismus über die alte Welt verbreitet und auch von der arabischen Astronomie übernommen.
Im öffentlichen Leben wurden Tag und Nacht als getrennte Zeiträume behandelt und für sich in Stunden unterteilt. Eine Unterteilung in jeweils zwölf Temporalstunden (übers Jahr unterschiedlich lang) wurde im Mittelmeerraum etwa seit der klassischen griechischen Antike vorgenommen und verbreitete sich anschließend in ganz Europa. Die Zahl 12 hat einerseits Bezug zum in Babylonien entstandenen Sexagesimalsystem (Rechnen zur Basis 60) und andererseits zu den 12 Mondmonaten, die ein Mondjahr bilden. Sie spiegelt sich auch in der bis heute verbreiteten 2-mal-12-Stunden-Zählung des Volltages wider.

## Aufkommen einer 2-mal-12-Stunden-Zählung
Unter astronomisch Gebildeten wurde die 24-Stunden-Zählung ab dem späten Mittelalter maßgebend, als mit dem Aufkommen mechanischer Uhren die getrennte Zählung des lichten Tages und der Nacht mit je zwölf ungleich langen temporalen Stunden obsolet wurde.
Aus praktischen Gründen bürgerte sich diese Zählweise aber im täglichen Leben auch dann noch nicht ein, als sich mechanische Uhren im 15. Jahrhundert verbreiteten und die jahreszeitabhängig unterschiedliche Länge der Tag- und Nachtstunden vielerorts aufgegeben wurde. Stattdessen teilte man den Volltag nun in zwei gleich lange zwölfstündige Intervalle auf und zählte in jedem von ihnen nur bis zu einer zwölften Stunde durch. Es blieb somit bei der seit jeher gewohnten, getrennten 12-Stunden-Zählung für die Tag- und Nachtzeiten, wiewohl die mechanisch gemessenen Stunden jetzt immer gleich lang waren und der Übergang von der Tages- zur Nachtzählung nicht mehr mit dem Einbruch der Dämmerung zusammenfiel.
Die Kleine Uhr macht in 24 Stunden zwei Umdrehungen und zeigt an jeder Stelle des in zwölf Segmente skalierten Zifferblatts je nach Turnus zwei verschiedene der 24 Stunden des Volltages an: z. B. 1 Uhr und 13 Uhr mit „I“; 12 Uhr und 24 Uhr mit „XII“.
Als Gründe für diese Entwicklung lassen sich nennen:
- Die ersten öffentlichen mechanischen Uhren waren schlagende, die Tageszeit noch nicht sichtbar anzeigende Turmuhren. Diese akustischen Uhren verwendeten niemals mehr als zwölf Schallsignale, weil so viele Turmuhrschläge nicht sinnvoll zu zählen waren.[2]
- Die Kleine mechanische Uhr ließ sich einfacher und für längere Lebensdauern konstruieren als die Große Uhr.

Im Gegensatz zur Großen Uhr beginnt der Tag auf der kleinen Uhr nicht bei 0 Uhr, sondern bei 12 Uhr. Das mag im Hinblick auf den Stundenschlag sinnvoll sein. Auch war die Zahl Null ein Konzept, das sich erst in der Neuzeit breiteren Bevölkerungsschichten erschlossen hat. Jedoch führt es zu der etwas inkonsequenten Situation, dass auf 11:59 Uhr vormittags direkt 12:00 Uhr nachmittags folgt.

## Gegenwärtige Verwendung
Fast alle gegenwärtig verwendeten Räderuhren sind Kleine Uhren mit den Stundenziffern 1 bis 12. Mitunter sind die Ziffern 13 bis 24 neben den Ziffern 1 bis 12 zusätzlich angebracht, um die 24-Stunden-Zählung zu vereinfachen. Letztere wurde im 20. Jahrhundert die im überwiegenden Teil der Welt in Fahr- und Stundenplänen offiziell verwendete Zählung.
Die 2-mal-12-Stundenzählung, meist mit dem Zusatz a. m. (für „vormittags“) bzw. p. m. (für „nachmittags“), wird im öffentlichen Leben schriftlich noch in Teilen der englischsprachigen Welt sowie in ganz Lateinamerika und auf den Philippinen benutzt. Auch in vielen europäischen Ländern dominiert sie nach wie vor den mündlichen Sprachgebrauch. So werden im Deutschen die regional unterschiedlichen Ausdrücke für angebrochene Stunden (z. B. „dreiviertel vier“ und „viertel vor vier“ für 15:45) ausschließlich mit der 12-Stunden-Zählweise und nie mit der 24-Stunden-Zählweise verbunden.
Die lateinischen Abkürzungen „a. m.“ (ante meridiem = vor Mittag) und „p. m.“ (post meridiem = nach Mittag) werden hauptsächlich im amerikanischen Raum auf Englisch, Spanisch und Portugiesisch verwendet. In Albanien verwendet man „PD“ und „MD“, in Griechenland „πµ“ und „µµ“, in Schweden (wo die 2-mal-12-Stunden-Zählung mittlerweile an Bedeutung verliert) „f.m.“ (förmiddag) und „e.m.“ (eftermiddag). In vielen anderen Sprachen und Regionen sind Abkürzungen für „vormittags“ und „nachmittags“ dagegen ungebräuchlich.
Mit dem Aufkommen der digitalen Uhren hat die 2-mal-12-Stunden-Zählung im täglichen Leben an Bedeutung verloren. Zeigeruhren mit 24-Stunden-Anzeige bleiben aber selten. In denjenigen Regionen, in denen eine 24-Stunden-Zählung ungebräuchlich ist, zeigen auch Digitaluhren zweimal 12 Stunden an.
In den USA bedeutete 12 a. m. „Zwölf Uhr Mittag,“ dann änderte das United States Government Printing Office die Praxis. Man gebraucht seitdem “12 p. m.”

## Historische Verwendung in Fahrplänen

Fahrplan Salzkammergut-Lokalbahn von 1896 mit Minutenunterstreichung

Auf deutschsprachigen Eisenbahnfahrplänen waren die Minutenangaben der Nachtzeiten unterstrichen (618 Uhr abends), bei den Tagzeiten entfiel die Unterstreichung (618 Uhr morgens). Bei der deutschen Reichsbahn galt diese Regelung bis 1927.
Das Fahrplanbuch der Preußischen Staatsbahn enthielt dazu folgenden Hinweis:

„Die Zeiten von 600 abends bis 559 morgens sind durch Unterstreichen der Minutenzahlen gekennzeichnet.“

In der „Kurskarte der schweizerischen Postverwaltung“ Mitte des 19. Jahrhunderts wurde eine andere Lösung verwendet. „Die arabischen Zahlen zeigen die Morgenstunden von 1 Uhr bis 12 Mittags und die römischen Ziffern die Abendstunden von 1 Uhr Nachmittags bis 12 Uhr Nachts an.“